# Salomon Bär
Salomon Bär, gelegentlich Baer geschrieben (* 31. Mai 1870 in Oberdorf; † 16. November 1940 in Gurs, Département Pyrénées-Atlantiques, Frankreich), war ein deutscher Arzt und Aphoristiker.

## Leben
Der Sohn des jüdischen Viehhändlers Bernhard Bär und seiner Ehefrau Mina, geb. Wolf, aus Oberdorf (heute Ortsteil von Bopfingen, Oberalbkreis), trat zum Schuljahr 1880/81 aus dem privaten Lehrinstitut von Mathias Kahn ins Münchner Maximiliansgymnasium über und legte hier 1889 das Abiturexamen ab, unter anderem mit Claus Schilling. Anschließend studierte er Medizin an der Ludwig-Maximilians-Universität in München und schloss Mitte der 1890er Jahre mit der Promotion zum Dr. med. ab. 1897 heiratete er in Augsburg Klara Guggenheimer, die am 28. Oktober 1877 in Augsburg geborene Tochter des Güterhändlers Ulrich Guggenheimer und seiner Frau Fanny, geborene Einstein. Drei Kinder dieser Ehe wurden in Oberdorf geboren: Hermann (* 4. April 1897), Wilhelma Dorothea (* 16. September 1899; verheiratet mit Jacob Friedrich Roos) und Bernhard, genannt Rudolf (* 29. Juli 1904; † 18. Juli 1995 in East Norwich, New York, USA).
Zunächst in Oberdorf als Distriktarzt tätig, erwarb Salomon Bär ein Haus in Oos bei Baden-Baden und eröffnete 1909 eine Arztpraxis. 1940 wurde er verhaftet und – vermutlich im Rahmen der Wagner-Bürckel-Aktion – am 22. Oktober 1940 in das südfranzösische Sammellager Gurs deportiert, wo er am 16. November 1940 verstarb. Sein Besitz wurde enteignet.
1949 klagten die überlebenden Kinder Helma Roos, geb. Baer, Liverpool (Großbritannien), Hermann Baer, London (Großbritannien) und Rudolf Baer, Long Island (USA) die Rückerstattung des Wohnhauses ihres Vaters in Baden-Baden-Oos, Bahnhofstraße 13, und einer Wiese von der Evangelischen Kirchengemeinde Baden-Baden beim Landgericht Baden-Baden ein.
Unter den Pseudonymen „Claus Baer“, „Dr. Baer (Oberdorf)“, „Baer-Oberdorf“oder „Baer-Oos“ veröffentlichte Salomon Bär Gedichte und Aphorismen; unter anderem 1919 bis 1930 in der Zeitschrift „Jugend“. Der literarische Stellenwert wird jedoch eher zurückhaltend bewertet: „…bei Baer-Oberdorf (1870–1940) [dominieren] treuherzige Ideale und gute Gesinnung über sprachliche Gestaltungskraft und originelle Idee“. Von bleibender Aktualität erscheint der Spruch „Wer seine Religion lobt, der hat keine“.

## Schriften
- (Pseudonym: Claus Baer): Rosen und Zypressen. Gedichte, 1890.
- (Pseudonym: Baer-Oberdorf): Wetterleuchten. Aphorismen. München 1909.